# Chi Chùm bạc
Chi Chùm bạc (danh pháp khoa học: Bhesa) là chi thực vật hiện tại được hệ thống APG III năm 2009 của Angiosperm Phylogeny Group xếp vào bộ Sơ ri (Malpighiales) và đặt trong họ Centroplacaceae.
Trong một số phân loại cũ hơn từ 2006 trở về trước, nó được đặt trong họ Dây gối (Celastraceae). Tuy nhiên, trong năm 2006 thì Li-Bing Zhang và Mark Simmons đã tạo ra cây phát sinh loài của bộ Celastrales dựa trên DNA ribosome nhân và lạp lục. Các kết quả của họ chỉ ra rằng Bhesa và chi Perrottetia đã bị đặt một cách sai lầm vào trong họ Celastraceae. Chi Bhesa hiện nay được xếp vào bộ Malpighiales còn Perrottetia thuộc bộ Huerteales.

## Các loài
Bao gồm các loài:
- Bhesa ceylanica, (Arn.) Ding Hou
- Bhesa nitidissima, Kosterm.
- Bhesa paniculata, Arn.
- Bhesa robusta, (Roxb.) Ding Hou: chùm bạc, bạc
- Bhesa sinica, (H.T. Chang & S.Y. Liang) H.T. Chang & S.Y. Liang